# FU الجبار
إف يو الجبار نجم متغير يقع في إتجاة كوكبة الجبار. لفترة طويلة كان يعتبر فريد من نوعه، ولكن في عام 1970 اكتشف نجم مماثل، وهو V1057 الدجاجة، ، وقد تم اكتشاف اعداد إضافية مماثلة من منذ ذلك الحين.
في عام 1937 ارتفع المقدار البصري الظاهري للنجم إف يو الجبار من 16.5 إلى 9.6 ومنذ ذلك الحين قدرة حول 9.
نجوم إف يو الجبار سميت نسبة إلى إف يو الجبار وهى نجوم قبل النسق الأساسي يمتد سطوع نجوم إف يو الجبار على مدى فترة تتراوح مابين 100 يوم إلى سنة واحدة. إرتفاع معدل السطوع لا يقل عن 5 امثال ثم ينخفض ببطء شديد مرة أخرى .